# Malmbanan
Malmbanan (Malmbanen) er navnet på den cirka 500 kilometer lange jernbanestrækning, der går fra norske Narvik i nord til svenske Luleå i syd. Den er verdens nordligste elektrificerede jernbane. Den norske del af banen hedder egentlig ikke Malmbanan, men Ofotbanen. Mineselskabet LKAB transporterer sin jernmalm fra minerne i Kiruna og Malmberget til havnene i Narvik og Luleå til eksport. Jernbanen tillader togvægt på op til 8600 ton samt et 30 tons akseltryk. Begge tal er større end for nogen anden jernbane i Skandinavien.
Strækningen mellem Gällivare og Luleå blev indviet i 1888, og den sidste del mellem Kiruna og Narvik blev indviet den 14. juli 1903 af kong Oscar 2. af Sverige (og - til 1905 - også af Norge).
Malmbanan mellem Kiruna og Riksgränsen var den første længere jernbane i Sverige, som blev elektrificeret, hvilket skete i 1915. Denne del af strækningen kaldes også Riksgränsbanan. Før 1984 var der ingen gennemgående vej mellem Kiruna og Narvik, kun jernbanen, og biler transporteredes over grænsen på biltog. I dag løber Europavej 10 fra Narvik, gennem Kiruna, til Luleå.
- Malmbanan, her med bjerget Lapporten i baggrunden og søen Torneträsk til venstre
- Et malmtog trukket af IORE-lokomotiver, med søen Torneträsk i baggrunden
- Abisko Östra station
- Rauta station